# George Woodcock
George Woodcock (* 8. Mai 1912 in Winnipeg, Manitoba, Kanada; † 28. Januar 1995, Vancouver, British Columbia, Kanada) war ein kanadischer Autor, Dichter, Anarchist, Essayist und Literaturkritiker. Als Schriftsteller verfasste er historische und politische Biographien, Gedichte und Reisebücher. Woodcock gilt als „einer der international wirkmächtigsten Historiker des Anarchismus. Als Befürworter des Zivilen Ungehorsams nach Henry David Thoreau folgte er den Prinzipien von Leo Tolstoi, M.K. Gandhi und Dr. Martin Luther King, Jr. Als Pazifist verwarf er die „Torheit“ revolutionärer Gewalt und betonte demgegenüber die notwendige Übereinstimmung von Zielen und Mitteln zur Vorbeugung eines neuen Autoritarismus.“.

## Leben
Woodcock zog mit seinen Eltern als Kleinkind nach England. Nachdem er die Hochschulreife erlangt hatte, lehnte er ein Stipendium für die Universität Oxford ab, da er sich dann zu einer Religion hätte bekennen müssen. Er wurde stattdessen ein Angestellter der Great Western Railway. Während dieser Tätigkeit wurde sein Interesse am Anarchismus geweckt, hier besonders am Sozialanarchismus. Bis zum Ende seines Lebens blieb er Anarchist und schrieb grundlegende Bücher über den Anarchismus und einige seiner Vertreter.
Während des Zweiten Weltkriegs wurde Woodcock in den USA als bekennender Wehrdienstverweigerer aus Gewissensgründen im Civilian Public Service Camp Nr. 56, im Camp Angel, in Oregon interniert. Die Insassen dieses Camps konnten sich den schönen Künsten widmen und so gründete Woodcock dort den Verlag Untide Press.
Nach dem Krieg ging Woodcock zurück nach Kanada und ließ sich in Vancouver im kanadischen British Columbia nieder. 1955 erhielt er eine Berufung in die Abteilung für Englische Sprache der University of British Columbia, wo er bis in die 1970er Jahre tätig blieb. In dieser Zeit widmete er sich intensiv seinen schreibenden Tätigkeiten. Er veröffentlichte Reisebücher, Gedichtsammlungen und seine Arbeiten zum Anarchismus.
Gegen Ende seines Lebens richtete sich Woodcocks Interesse auf das Schicksal der Tibeter. Er reiste nach Indien, beschäftigte sich mit dem Buddhismus und lernte den Dalai Lama kennen. Seine Frau Inge und er richteten verschiedene Hilfsprojekte für tibetanische Flüchtlinge und indische Dörfer ein. Ferner initiierten sie einen Hilfsfonds für Schriftsteller aus Kanada, der vom Writers’ Trust of Canada verwaltet wird.

## Ehrungen
Woodcock lehnte es ab, Auszeichnungen von staatlichen oder staatstragenden Institutionen anzunehmen. Die Auszeichnung Freedom of the City of Vancouver nahm er jedoch an. Er wurde 1968 mit der Fellowship der Royal Society of Canada (FRSC), 1973 und 1976 mit der Medaille der University of British Columbia for Popular Biography sowie ebenfalls im Jahre 1973 mit dem Molson Prize for the Arts ausgezeichnet.

## Werke (Auswahl)
- The White Island. London, Fortune Press 1940.
- New Life to the Land. Freedom Press, London 1942.
- Anarchy or Chaos, Freedom Press, London 1944; Neuauflage mit einer neuen Einführung des Autors: Ziesing, Willimantic 1992.
- A Hundred Years of Revolution, 1848 and after. A Collection of Essays and Documents. Porcupine Press, London 1948.
- mit Ivan Amakumović: Anarchist Prince; A Biographical Study of Peter Kropotkin. T. V. Boardman, London 1950.
- Anarchism: A History of Liberitarian Ideas and Movements. 1962; Neuauflage: Broadview Press, Peterborough, England 2004.
- Civil Disobedience. 1966.
- The Crystal Spirit: A Study of George Orwell. 1966
  - Übers. Matthias Fienbork: Der Hellseher. George Orwells Werk und Wirken. Diogenes, Zürich 1985 ISBN 3-257-01700-6
- The Greeks in India. Faber & Faber, London 1966.
- The Hudson’s Bay Company. Crowell-Collier Press, New York City 1970.
- Gandhi. Fontana Modern Masters, 1972.
  - Übers. Yvette Köpp: Mahatma Gandhi. Deutscher Taschenbuchverlag, München 1975; Piper, München 1986, ISBN 3-492-15229-5.
- Dawn and Darkest Hour: A Study of Aldous Huxley. Faber & Faber, London 1973, ISBN 0-571-08939-9.
- Who Killed the British Empire? An Inquest. Cape, London 1974, ISBN 0-224-01012-3.
- Gabriel Dumont: The Métis Chief and His Lost World. 1975. Neuauflage 2003, Broadview Press, ISBN 1-55111-575-1
- (Hrsg.:) The Anarchist Reader. Harvester Press, Hassocks, Sussex 1977, ISBN 0-85527-889-7
- Anima, or, Swann Grown Old: A Cycle of Poems, 1977.
- Die Zedervölker. Kunst kanadischer Westküstenindianer. Kanadische Literatur, Bonn 2. Auflage 1979
- Strange Bedfellows: The State and the Arts in a Canada. 1985.
- William Godwin. A Biographical Study. Black Rose Books, Montréal 1989, ISBN 0-921689-49-7
- Anarchism. A History of Liberitarian Ideas and Movements. The World Publishing Company, 1962
  - Auszug, Übers. Peter Peterson: Leo Tolstoi: Ein gewaltfreier Anarchist. Edition Flugschrift, Ulm 1987 ISBN 3-925866-01-9; wieder armed-response, Nürnberg o. J. (2017?)